# Saccharodite pallescens
Saccharodite pallescens är en insektsart. Saccharodite pallescens ingår i släktet Saccharodite och familjen Derbidae.

## Underarter
Arten delas in i följande underarter:
- S. p. haedula
- S. p. lactinea
- S. p. pahana